# 圣厄特罗普德博恩
圣厄特罗普德博恩（法語：Saint-Eutrope-de-Born，法語發音：[sɛ̃.t‿øtʁɔp də bɔʁn]）是法国洛特-加龙省的一个市镇，属于洛特河畔新城区。

## 地理
圣厄特罗普德博恩（44°34'8"N, 0°41'55"E）面积38.28 平方千米，位于法国新阿基坦大区洛特-加龍省，该省份为法国西南部内陆省份，北起多爾多涅省，西接吉倫特省和朗德省，南至热尔省，东临塔恩-加龙省和洛特省。
与圣厄特罗普德博恩接壤的市镇（或旧市镇、城区）包括：布迪德博尔加尔、康孔、洛苏、卢格拉特、蒙弗朗坎、蒙托、圣艾蒂安-德维勒雷阿勒、维勒雷阿勒。

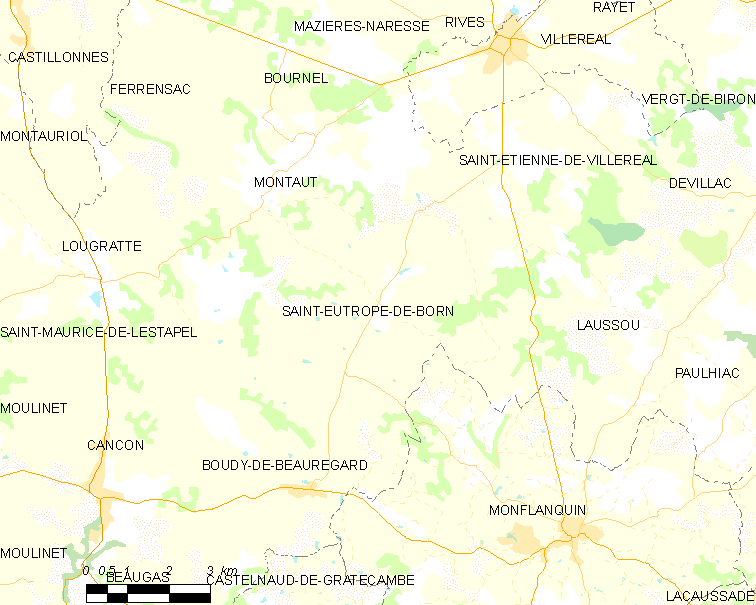
圣厄特罗普德博恩的OSM定位图

圣厄特罗普德博恩的时区为UTC+01:00、UTC+02:00（夏令时）。

## 行政
圣厄特罗普德博恩的邮政编码为47210，INSEE市镇编码为47241。

## 政治
圣厄特罗普德博恩所属的省级选区为上阿日奈-佩里戈尔县。

## 人口

1962-2008年间圣厄特罗普德博恩人口变化图示

圣厄特罗普德博恩于2022年1月1日时的人口数量为683人。